# زراوه
زراوه (به عربی: زراوة) یک روستا در تونس است که در استان قابس واقع شده‌است.